# Fundación de Historia Natural Félix de Azara
La Fundación de Historia Natural Félix de Azara, también denominada de manera abreviada Fundación Azara, es una entidad civil de la Argentina, sin fines de lucro, que tiene entre sus objetivos el apoyo al desarrollo del conocimiento científico y la conservación del patrimonio biológico y cultural de la Argentina, país al que le ha dedicado sus mayores esfuerzos, si bien también ha desarrollado actividades en gran parte de Latinoamérica y España. Sus áreas de acción se centran en las ciencias antropológicas y naturales. Su denominación rinde homenaje a Félix de Azara, un militar, ingeniero, explorador, cartógrafo, antropólogo, humanista y naturalista español que dedicó 20 años de su vida a investigar la geografía y vida silvestre del Virreinato del Río de la Plata, por lo que es considerado el primer naturalista de esa región austral de Sudamérica.
Esta ONG ambientalista actúa en convenio con el Departamento de Ciencias Naturales y Antropológicas de la Universidad Maimónides. Su sede central se encuentra en la calle Valentín Virasoro 732 en la ciudad de Buenos Aires.

## Historia y generalidades
La Fundación Azara fue creada el 13 de noviembre de 2000, en la Ciudad Autónoma de Buenos Aires, Argentina. En esta república esta organización ha desarrollado la mayor parte de sus actividades, aunque también ha actuado en Paraguay, Bolivia, Brasil, Chile, Colombia, Ecuador, Cuba y España.
Dentro del territorio argentino, hacia mediados de 2014 tenía actividad en la Ciudad Autónoma de Buenos Aires y en 10 provincias. 
La entidad ya ha superado el medio centenar de proyectos de conservación e investigación arqueológica, antropológica y de vida silvestre; promovió la creación e implementación de reservas biológicas; participó en el rescate y el manejo de fauna silvestre; estimuló la investigación y divulgación de la ciencia, gestionó proyectos en conjunción con otras ONGs y universidades privadas, asesoró en la redacción de normativas ambientalistas; organizó conferencias, cursos y congresos, etc.

### Biblioteca
A la par de la creación de la institución se hizo lo propio con su biblioteca especializada, la que logró acumular más de 10 000 volúmenes. También desde el comienzo de esta fundación se desarrolló el archivo, para conservar su memoria documental, representada por todos los documentos de su propia historia.

### Instituciones que le brindan apoyo
Esta fundación fue distinguida y ha recibido el apoyo de numerosas instituciones internacionales, entre las que se encuentran:   
- Consejo Superior de Investigaciones Científicas (CSIC) de España,
- Museo Field de Historia Natural, de Chicago,
- Fundación Atapuerca, de España,
- National Geographic Society,
- Museo de la Evolución Humana (MEH) de Burgos,
- N.A.S.A.,
- The Rufford Foundation.

## Unidades de conservación que administra
Esta fundación asiste a la administradora de una red de áreas de conservación situadas bajo dominio jurisdiccional privado, bajo la categoría de reservas naturales privadas. En ellas, además de velar por la protección de la diversidad biológica que resguardan, se alienta al desarrollo de los sitios como destinos de ecoturismo. Para mediados del año 2014, la red la integraban las siguientes áreas protegidas:
Provincia de Buenos Aires
- “Paisaje protegido Delta Terra”,[6]
- “Reserva natural El Morejón”,
- “Reserva natural La Barranca”,[7]
- “Reserva natural Barranca Norte”,
- “Reserva natural La Amanda”,
- “Reserva natural Tubichá Miní”.

Provincia de La Pampa
- “Reserva natural Santa Lucía”.

Provincia de Corrientes
- “Reserva natural Estero Camba Trapo”.

Provincia del Chaco
- “Reserva natural La Pilarense”.

Provincia de Río Negro
- “Reserva natural La Costa”.

Provincia de Santa Cruz
- “Reserva natural Estancia 25 de Mayo”.[8]

### Güirá Oga y Punta Bermeja
De manera paralela, desde el año 2005  coadministra el  Centro de Rescate, Rehabilitación y Recría de Fauna Silvestre “Güirá Oga” de Puerto Iguazú, lindante con el parque nacional Iguazú, en la provincia de Misiones. Mediante este centro se atendió a más de 2500 animales de la selva misionera.
De manera similar, también maneja la reserva faunística Punta Bermeja, en el litoral marítimo oriental de la provincia de Río Negro, en conjunto con la Secretaría de Ambiente y Desarrollo Sustentable de Río Negro.

## Educación
Una parte importante de la labor de esta institución es la valorización del acervo natural mediante la educación ambiental. Es por ello que desarrolló distintos formatos de herramientas didácticas específicas para este fin: charlas en escuelas, talleres, visitas guiadas, etc. De estas actividades educativas participaron más de 200 000 alumnos.  

### Exhibiciones
Entre los métodos para difundir conocimientos de ciencia en el gran público se encuentran las exhibiciones, de las cuales esta fundación planifica, desarrolla y/o auspicia 5 tipos de estas muestras:
- “Dinosaurios de Sudamérica”,
- “Era del Hielo”,
- “Tesoros, Mitos y Misterios de las Américas”,
- “Arqueología Argentina”,
- “Los Inventos de Leonardo”.

Además de estas, se encuentran en fase de desarrollo otras 3:
- “Haciéndonos humanos”,
- “Insectos”,
- “Gigantes del Mar”.

Estas muestras fueron presentadas en numerosos países en: jardines zoológicos, bioparques, parques de ciencia, parques temáticos, museos, centros culturales y hasta en centros comerciales, siendo visitadas por más de 2 500 000 personas.

### Recursos audiovisuales
Son numerosos los recursos audiovisuales desarrollados por esta fundación. Entre los numerosos documentales, unitarios, notas y micros, destacan las series: “Naturalistas viajeros”, emitida entre los años 2008 y 2009 por el Canal Encuentro del Ministerio de Educación de la Nación; y “Área 23”, emitido en el año 2012 por Tecnópolis TV del Ministerio de Ciencia, Tecnología e Innovación Productiva de la Nación.

### Recursos educativos
Una infinidad de cuadernillos, pósteres, folletos, láminas y fichas fueron editadas por la fundación como herramientas educativas.

## Producción científica
Gracias al trabajo de los investigadores de la fundación, tanto en publicaciones propias como en prestigiosas revistas científicas del mundo (como Science o Nature) se dieron a conocer más de 30 especies nuevas para la ciencia, además de numerosos descubrimientos.

### Publicaciones
Desde el 2000, el año de su creación, ha auspiciado o editado más de dos centenares de libros sobre naturaleza y ciencia. Son más de 70 los investigadores y naturalistas de campo (algunos, referentes en su especialidad) que aportan su trabajo a esta institución, los que generan abundante producción científica, la que logra darse a conocer gracias a un conjunto de publicaciones especializadas.
Revistas y periódicos
Desde el año 2001 publica la revista Nótulas Faunísticas.
Desde el año 2002 esta fundación retomó la publicación de la revista Historia Natural.
Desde el año 2013 publica la revista Azara, una publicación de divulgación científica.
Desde el año 2013 publica la revista Exploración y Ciencia, una publicación de divulgación científica.
Además de estos, también edita y publica: Planes de manejo, Relevamientos biológicos,  Informes de reuniones, Libros de resúmenes, etc.

Libros
Los primeros libros publicados por esta fundación datan del año 2002. Tres eran las líneas a cubrir:
- Libros especializados,
- Libros en relación a cátedras universitarias,
- Libros divulgativos para público general, incluso infantil.

Al comienza eran editados por la propia institución, pero luego de unos años  firmó acuerdos con distintas editoriales, entre las cuales se encontraban, entre otras, las editoriales: Ediciones Continente, Vázquez Mazzini Editores y Albatros para una mejor difusión de algunas obras que por su temática podían interesar a un público mayor, reservando para la propia fundación la edición de las obras más especializadas, por lo tanto, de interés más restringido.

### Colecciones
Hacia mediados del año 2013 las colecciones científicas conservadas en esta institución superaban las 40 000 piezas, destacando la colección osteológica de especies autóctonas argentinas, la cual es la más importante de la Argentina, en pocos años se estima que también lo serán las de mastozoología e ictiología.

### Congresos
Esta fundación organiza reuniones científicas sobre diversas ramas de las ciencias naturales: paleontología, zoología, biología de la conservación, arqueología, historia de la ciencia, etc. En el año 2004 esta institución crea los “Congresos Nacionales de Conservación de la Biodiversidad”.